# Martzy István
Martzy István, teljes nevén Martzy István Béla Jenő (Arad, 1907. június 4. – Budapest, 1975. február 13.) szülész-nőgyógyász, egyetemi magántanár, főorvos, ezredes.

## Élete
Martzy Béla vagongyári igazgató és Kotzó Irén fiaként született. Középiskolás korában Aradról Szegedre költözött. A Szegedi Városi Római Katolikus Dugonics András Gimnáziumban érettségizett (1925). 1925 és 1930 között a szegedi Ferenc József Tudományegyetem Orvostudományi Karának hallgatója volt. 1932. június 18-án avatták orvosdoktorrá.
1928 és 1930 között a Kórbonctani Intézetben, 1930 és 1932 között a Törvényszéki Orvostani Intézetben, 1932-től 1949-ig a Szülészeti és Nőgyógyászati Klinikán dolgozott. 1948-ban Szegedi Tudományegyetem Orvostudományi Karán a nőgyógyászati műtéttan című tárgykörből magántanárrá habilitálták. 1949–1950-ben a Kecskeméti Kórház szakfőorvosa, 1950-től a budapesti I. sz. Honvédkórház Szülészeti-Nőgyógyászati Osztályának vezető főorvosa volt. Itt előbb orvosalezredes, majd orvosezredes és a Néphadsereg szülész-nőgyógyász szakfőorvosa volt, illetve szakértő törvényszéki orvostani, katonai ügyészségi ügyekben.
Főleg a konzervatív miómaműtét technikájának kidolgozásával foglalkozott és a nőgyógyászati hormonok hatásával a vérképző rendszerre. Új terhességi próbákat vezetett be.
A budapesti Farkasréti temetőben nyugszik.

### Családja
1945. március 29-én Szegeden házasságot kötött Fekete Máriával, Fekete Károly és Péter Irma lányával. Gyermekei: Martzy Hajnalka és Martzy István.

## Művei
- A testfelületről és a női nemiszervből vett vér szövettani vizsgálatának jelentősége a nőgyógyászaiban. Hollósi Károllyal. (Budapesti Orvosi Újság, 1935)
- A Nito-féle terhességi próba. Pap Károllyal. (Budapesti Orvosi Újság, 1937, 47; németül: Wiener klinische Wochenschrift, 1938)
- Vérképvizsgálatok méhrákos betegeken, sugárkezelés előtt és után. Hollósi Károllyal. (Budapesti Orvosi Újság, 1937, 11.)
- Milyen jelentőséggel bír a Friedman-féle terhességi reactio a méhenkívüli terhesség kórismézésében. Dubrauszky Viktorral. (Magyar Nőorvosok Lapja, 1939, 9; németül: Wiener klinische Wochenschrift, 1939)
- Vizsgálatok természetes és mesterséges oestrogen anyagokkal kutyákon. Dubrauszky Viktorral. (Magyar Nőorvosok Lapja, 1941, 1.)
- A méh tömlős daganata (Uteruscysta). (Magyar Nőorvosok Lapja, 1941, 5.)
- Méhenkívüli kőmagzat. (Gyógyászat, 1941, 26.)
- Die Wirkung natürlicher und künstlicher Brunststoffe im Tierversuch. (V. Dubrauszkyval) = Arch. Gynäk. 1941
- Hatalmas petefészektömlő és granulosasejt-daganat együttes előfordulása. (Magyar Nőorvosok Lapja, 1944, 10.9
- A méhnyak értágulatából származó életveszélyes vérzésekről. (Magyar Nőorvosok Lapja, 1948, 1.)
- Szüléssel kapcsolatos hólyag-hüvely- és hólyag-méhnyak-sipolyok műtéti kezelése. (Magyar Nőorvosok Lapja, 1949, 4.)
- Prothrombin a nőgyógyászatban. (Magyar Nőorvosok Lapja, 1950, 11.)
- A császármetszés legújabbkori fejlődése. Verő Tiborral. (Magyar Nőorvosok Lapja, 1957, 3.)
- A korszerű szülésvezetés. Kovács Lajossal, Verő Tiborral. (Egészségügyi Munka, 1971, 3.)

## Díjai, elismerései
- Magyar Népköztársasági Érdemérem ezüst fokozata (1951)
- Szolgálati Érdemérem (1955, 1960, 1965)
- Érdemes orvos (1956)
- Haza Szolgálatáért Érdemérem arany fokozata (1957, 1967)